# Hans Dal
 For alternative betydninger, se Hans Dahl. (Se også artikler, som begynder med Hans Dahl)
Hans Dal (født 14. juni 1945) er en dansk komponist, musiker og skuespiller. Dal er uddannet indenfor musik, og har i sin karriere særligt været involveret i en række danske film og teaterstykker som komponist.
Han blev færdiguddannet på konservatoriet som klassisk guitarist, og har senere også undervist her. Siden 1960'erne har han været aktiv indenfor revyer, hvor han har medvirket i bl.a. "Mandefald" (1978) og Skagen Kabaret (1981).
Mest kendt er Dal nok for sin medvirken i serien af danske julekalendere: Nissebanden og Nissebanden i Grønland. Sammen med skuespiller og forfatter Flemming Jensen skrev han manuskriptet til den første julekalender, der blev sendt på Danmarks Radio i 1984, og har desuden skrevet musikken til denne og alle senere udgaver. Han havde også en rolle i Nissebanden som Agentnisse A-38.
Hans Dal har komponeret musik til flere nye salmer, særligt i 2005 hvor han, sammen med sin kone Marianne Harboe, skrev 30 salmer. Tre år senere skrev de yderligere 30.
Ud over arbejdet med musik, har Dal været involveret i det organisatoriske arbejde med at sikre kunstnere rettighederne over deres arbejde gennem først Danske Populærautorer og derigennem senere KODA.

## Filmografi

### Som komponist
- 1966 Naboerne
- 1980 Pigen fra havet
- 1981 Langturschauffør

### Som manuskriptforfatter
- 1984 Nissebanden

### Som skuespiller
- 1984 Nissebanden - A-38
- 1989 Nissebanden i Grønland